# Seven de Dubái 2014
El Seven de Dubái de 2014 fue la decimoquinta edición del torneo de rugby 7, fue el segundo torneo de la temporada 2014-15 de la Serie Mundial Masculina de Rugby 7.
Se disputó en el The Sevens Stadium.

## Fase de grupos

### Grupo A
| Equipo    | Encuentros | Encuentros | Encuentros | Encuentros | Tantos  | Tantos    | Tantos     | Puntos |
| Equipo    | jugados    | ganados    | empatados  | perdidos   | a favor | en contra | diferencia | Puntos |
| --------- | ---------- | ---------- | ---------- | ---------- | ------- | --------- | ---------- | ------ |
| Fiyi      | 3          | 3          | 0          | 0          | 123     | 33        | +90        | 9      |
| Argentina | 3          | 2          | 0          | 1          | 64      | 59        | +5         | 7      |
| Francia   | 3          | 1          | 0          | 2          | 52      | 94        | −42        | 5      |
| Brasil    | 3          | 0          | 0          | 3          | 24      | 77        | −53        | 3      |

Nota: Se otorgan 3 puntos al equipo que gane un partido, 2 al que empate y 1 al que pierda

### Grupo B
| Equipo        | Encuentros | Encuentros | Encuentros | Encuentros | Tantos  | Tantos    | Tantos     | Puntos |
| Equipo        | jugados    | ganados    | empatados  | perdidos   | a favor | en contra | diferencia | Puntos |
| ------------- | ---------- | ---------- | ---------- | ---------- | ------- | --------- | ---------- | ------ |
| Nueva Zelanda | 3          | 3          | 0          | 0          | 120     | 0         | +120       | 9      |
| Escocia       | 3          | 2          | 0          | 1          | 68      | 57        | +11        | 7      |
| Samoa         | 3          | 1          | 0          | 2          | 52      | 74        | −22        | 5      |
| Japón         | 3          | 0          | 0          | 3          | 12      | 121       | −109       | 3      |

### Grupo C
| Equipo         | Encuentros | Encuentros | Encuentros | Encuentros | Tantos  | Tantos    | Tantos     | Puntos |
| Equipo         | jugados    | ganados    | empatados  | perdidos   | a favor | en contra | diferencia | Puntos |
| -------------- | ---------- | ---------- | ---------- | ---------- | ------- | --------- | ---------- | ------ |
| Australia      | 3          | 3          | 0          | 0          | 67      | 27        | +40        | 9      |
| Inglaterra     | 3          | 2          | 0          | 1          | 62      | 22        | +40        | 7      |
| Estados Unidos | 3          | 1          | 0          | 2          | 46      | 62        | −16        | 5      |
| Kenia          | 3          | 0          | 0          | 3          | 29      | 93        | −64        | 3      |

### Grupo D
| Equipo    | Encuentros | Encuentros | Encuentros | Encuentros | Tantos  | Tantos    | Tantos     | Puntos |
| Equipo    | jugados    | ganados    | empatados  | perdidos   | a favor | en contra | diferencia | Puntos |
| --------- | ---------- | ---------- | ---------- | ---------- | ------- | --------- | ---------- | ------ |
| Sudáfrica | 3          | 3          | 0          | 0          | 72      | 17        | +55        | 9      |
| Gales     | 3          | 1          | 0          | 2          | 45      | 52        | −7         | 5      |
| Portugal  | 3          | 1          | 0          | 2          | 47      | 69        | −22        | 5      |
| Canadá    | 3          | 1          | 0          | 2          | 38      | 64        | −26        | 5      |

## Fase Final

### Cuartos de final
| 6 de diciembre | Fiyi | 31 - 12 | Gales |  |  |

| 6 de diciembre | Australia | 22 - 17 | Escocia |  |  |

| 6 de diciembre | Sudáfrica | 40 - 0 | Argentina |  |  |

| 6 de diciembre | Nueva Zelanda | 29 - 7 | Inglaterra |  |  |

### Semifinal
| 6 de diciembre | Fiyi | 24 - 29 | Australia |  |  |

| 6 de diciembre | Sudáfrica | 28 - 0 | Nueva Zelanda |  |  |

### Final
| 6 de diciembre | Australia | 7 - 33 | Sudáfrica |  |  |

| Bandera de Sudáfrica   |
| Campeón Sudáfrica      |
| 1º título del circuito |